# ジョルジェ・マルティノヴィッチ事件
ジョルジェ・マルティノヴィッチ事件（ジョルジェ・マルティノヴィッチじけん）は、1985年にユーゴスラビア社会主義連邦共和国のコソボ社会主義自治州にて、セルビア人の農家・ジョルジェ・マルティノヴィッチ（セルビア語:Ђорђе Мартиновић / Đorđe Martinović、1929年 - 2000年9月6日）が肛門へのガラス瓶の挿入による負傷の治療を受けたことに端を発し、ユーゴスラビアの政界を巻き込んだ騒動に発展した事件である。その後長年にわたって真相は明らかになっていないが、この事件はコソボに住むアルバニア人とセルビア人の対立に大きな影響をおよぼした。

## 事件
1985年5月1日、ユーゴスラビア社会主義連邦共和国・セルビア社会主義共和国のコソボ社会主義自治州の町・グニラネ / ジランにて、セルビア人の農家であるジョルジェ・マルティノヴィッチが病院に来た。このときのマルティノヴィッチの肛門にはガラス瓶が挿入され、瓶は割れていた。マルティノヴィッチは、畑で作業していたところアルバニア語を話す2人組の男らによって攻撃されたと主張した。しかしその後ユーゴスラビア人民軍の大佐から事情聴取を受けた時には、マスターベーション目的で自ら瓶を挿入したことを認めたと伝えられている。公式の調査では、「検察官は書面にて結論をまとめ、それによると本件負傷者は自身の畑にて『自己満足』のための行為を行ったとみられ、木製の棒の上にビール瓶を乗せたものを地面に設置し、瓶の上に座り、楽しんだ」と報告された。これに続いてグニラネ / ジランの自治体首脳部からも声明が出され、その中でこの事件は「自らおこなった（性的）行為での偶発的な結果」であるとされた。
マルティノヴィッチは更なる調査のためにベオグラードの軍医アカデミーに送られた。しかし、このときの医療チームは、問題の傷が自らつけられたものだとは説明できないとした。医療チームはベオグラードから2人、リュブリャナ、ザグレブ、スコピエからそれぞれ1人ずつの（それぞれ、ユーゴスラビアを構成する6つの共和国のうち4つの共和国の首都である）医師により構成されていた。チームは、負傷は「500ミリリットル瓶の強力で乱暴な突然差し込まれたか押し込まれたもので、瓶の太い側が末端まで直腸に入っており」、これはマルティノヴィッチ自身が行うことは物理的に不可能と考えられるとした。チームでは、瓶の挿入は「すくなくとも2人ないしそれ以上の人物が関与しなければなし得ない」とされた。
さらに、1箇月後にスロベニアの高名な内科医であるヤネス・ミルチンスキの下に設けられた委員会によるセカンド・オピニオンが実施された。ミルチンスキのチームは、マルティノヴィッチが木製の棒の上の瓶を動かし、その上で地面に座り込むようにして挿入していたが、マスターベーションの最中に滑って転び、体重によって生ずる圧力によって直腸内で瓶が破損したと結論づけた。ユーゴスラビアの秘密警察や軍の情報機関も、マルティノヴィッチの負傷は自ら行われた可能性が高いと結論づけたといわれている。
マルティノヴィッチは後に自身の供述を撤回し、供述は3時間におよぶ尋問の中で強いられたものだとし、供述と引き換えに自分の子供たちの雇用を保障すると約束されたと述べた。マルティノヴィッチの息子は新聞社に対して、父は単にセルビア人であるが故に攻撃されたのだとして、「アルバニア人の民族統一主義者が報復目的にやったことだと友人たちは話している。…連中は、犠牲者がセルビア人なら誰でも良かったのだ」と述べた。
最終的に、セルビア社会主義共和国の当局は立件を見送り、1989年にセルビアにおけるコソボの自治権が停止された後でさえこの事件の「加害者」を特定しようとする本格的な動きはなかった。

## 反応
この事件に関して、セルビアのメディアからは民族主義的・反アルバニア人的な論調が噴き出した。これはかつてないことであった。ユーゴスラビアの社会主義政府は、民族主義を公然と訴えることをタブーとし、それまでユーゴスラビアのメディアは組織的に民族主義を蔑視し続けてきた。マルティノヴィッチの事件でそのタブーが破られたことは、ユーゴスラビアにおける民族主義の高まりを予兆させるものであり、この民族主義が後の1991年に連邦を崩壊させることとなる。
セルビアの新聞ポリティカは、マルティノヴィッチを襲撃したアルバニア人たちは、マルティノヴィッチの土地を買おうとしたが拒まれていた、地元の同じ一家に属する者たちではないかとしていた。この説が支持されうる政治的事情がセルビアには存在した。コソボにおいて少数派であるセルビア人の人口比率は減少を続けており、多くのセルビア人がコソボを去り続けた。この背景には、コソボからセルビア人を追い出し、その資産を手に入れようとするアルバニア人の存在があると考えられていた。
1833年までセルビア本土、1912年までコソボを支配したオスマン帝国とアルバニア人を対比したアナロジーが多数作り出された。この事件はオスマン帝国による串刺し処刑と対比された。この事件を記録する民族主義的な詩の中で、事件をオスマン帝国と対比する形式が露骨に使われ、オスマン帝国による支配を題材とした詩が多数作り出された。以下はその一例である。
| With a broken bottle On a stake As though through a lamb but alive, they went through Đorđe Martinović As if with their first and heavy steps into their future field they treaded ... When out of the opium and pain Đorđe Martinović came round As if from the long past Turkish times He woke up on a stake. | 割れた瓶で 杭の上で 子羊を 貫くかのように しかし生きたままで 彼らはジョルジェ・マルティノヴィッチを貫いた まるで彼らが将来手にする畑に踏み入れた、最初の、大きな一歩であるかのように… 阿片が切れ、痛みの中で ジョルジェ・マルティノヴィッチは目を覚ます 遠い過去の トルコ人の時代から 杭の上で目覚めたのだ |

このような対比は、伝説上の串刺し刑の性質によって、事件により強いインパクトを持たせた。串刺し処刑はオスマン帝国によって行われた最も過酷な刑罰のひとつであり、セルビアの文化の一部として演じられるオスマン帝国による迫害のメタファーであった。スティエパン・メシュトロヴィッチ（Stjepan Gabriel Meštrović）は次のように述べている。
またこの事件は、セルビア人やキリスト教徒が歴史上被ってきた苦難とも対比され、マルティノヴィッチは「アルバニア人（≒ムスリム、トルコ人）の害悪に耐えるセルビア人」を象徴する存在へと昇華された。作家のブレナ・ツルンチェヴィッチ（Brana Crnčević）は、マルティノヴィッチの経験を「1人の男に対するヤセノヴァツ」と表現した（これは、第二次世界大戦中において数十万人のセルビア人が虐殺されたヤセノヴァツ強制収容所との対比である）。画家のミチャ・ポポヴィッチ（Mića Popović）は、ホセ・デ・リベーラの「聖フィリポの殉教」を元にした巨大な絵を描いた。これには、アルバニア帽をかぶったアルバニア人たちが、マルティノヴィッチを木の十字架に吊るし上げる様子が描かれている。絵の中でアルバニア人の一人は、手にガラス瓶を持っている。セルビアの知識人らが署名した請願書の中で、「ジョルジェ・マルティノヴィッチの事件は、コソボに住む全てのセルビア人のものとなった」と断じた。3年後、セルビア人の女性らがコソボの自治権停止を求めてセルビア国民議会でデモ行進をした際、「我らの兄弟が鋭い串で串刺しにされる中、もう黙ってみてはいられない」とした。
マルティノヴィッチの事件は、セルビア作家協会でも取り上げられ、協会の1985年の会合（6月16日に開催）では、この件で話題が占められた。文学批評家のゾラン・グルシュチェヴィッチ（Zoran Gluščević）は、コソボのセルビア人がおかれている状況を「第二次世界大戦期に遇った最も恐ろしいファシズムの経験」と対比させた。19世紀末のフランスで起こったドレフュス事件、そしてエミール・ゾラなどの作家がその事件に果たした役割を振り返って見た後、グルシュチェヴィッチは協会に対してマルティノヴィッチ擁護のために行動するよう求めた。この求めは圧倒的多数により可決され、セルビア国民議会に対してマルティノヴィッチ事件の調査のための委員会を設置するよう求める請願を採択した。セルビアの作家ドブリツァ・チョシッチ（Dobrica Ćosić）はコソボのセルビア人に対する「熱烈な協力」を設立し、マルティノヴィッチが弁護士を雇い、彼に虚偽の供述を強いた当局関係者に対して告訴するのを手伝った。さらに、マルティノヴィッチのためにセルビア大統領イヴァン・スタンボリッチ（Ivan Stambolić）やユーゴスラビア連邦国防大臣に宛てた手紙を書いた。
マルティノヴィッチの事件は一部のセルビア人の間で、ムスリムが男色を好むとする見方を象徴するものとみられた。クロアチア・クライナのセルビア人精神科医・ヨヴァン・ラシュコヴィッチは、「ムスリムたちは精神的発達段階における肛門期に固定されたままであり、したがって全般的な攻撃性と、正確さや清潔さへの執着によって特徴付けられる」とした。事件は、多くのセルビア人の間で（彼らの考えによる）「アルバニア人がセルビア人を迫害し、アルバニア人が支配するコソボ州政府は見ぬふりをする」典型例と見られた。
他方、コソボのアルバニア人らの多くは、（事件初期の調査結果と同様に）マルティノヴィッチ事件は彼が自ら引き起こしたものの、アルバニア人のせいにしてそのことをごまかそうとしていると考え、これによってセルビア人の民族主義者たちに反アルバニア人感情をあらわにする機会を与えたとみていた。その他の者は、事件そのものは証拠が不十分であるものの、この事件はセルビア人とアルバニア人の関係を象徴するものとして利用されたと考えた。
この他のユーゴスラビアの諸地域では、セルビアにおける民族主義的なレトリックが吹き出していることを警告として受け止めていた。西部のスロベニア社会主義共和国やクロアチア社会主義共和国での見方の大勢は共に、セルビア人民族主義の復活への警戒であり、マルティノヴィッチ事件は単に、ユーゴスラビア連邦をセルビアに有利な体制へと変えるよう迫る民族主義的感情を突き動かすために利用されたに過ぎないと考えられた。